# Bristol XLRQ
Le Bristol XLRQ-1 était un planeur militaire amphibie à douze places américain, développé pour l'US Marine Corps (USMC) par la Bristol Aeronautical Corporation de New Haven, dans le Connecticut, entre 1942 et 1943.
Seuls deux prototypes furent construits, avant que l'USMC abandonne définitivement l'idée d'utiliser des planeurs, en 1943.

## Conception et développement
Inspirés par l'emploi de planeurs par l'Allemagne en mai 1940, l'US Navy (USN) et l'US Marine Corps (USMC) initièrent un programme de planeurs en mai 1941. Deux types de planeurs furent envisagés : un modèle à 12 places et un modèle à 24 places. La Naval Aircraft Factory fut mise à contribution pour prendre en charge la conception préliminaire des planeurs, qui devaient être construits en bois ou en matériaux composites. L'idée était de disposer de suffisamment de planeurs pour transporter un bataillon de Marines — soit 715 hommes — avec leur équipement. Il était prévu que des PBY Catalina soient utilisés pour les remorquer. Les Marines avaient besoin d'un planeur capable d'atterrir et de décoller à la fois depuis la terre ou la surface de l'eau, de permettre d'effectuer des parachutages à ligne statique (en), et de posséder des mitrailleuses extérieures.
En 1942, l'USMC établit le Marine Glider Group 71 à Page Field, Parris Island, en Caroline du Sud, utilisant des planeurs Schweizer LNS-1 et Pratt-Read LNE-1, puis plus tard également des Aeronca LNR-1 pour l'entraînement. Pour le remorquage, l'unité employait des biplans d'entraînement N3N Canary et des avions-amphibies J2F Duck.

## Essais opérationnels et abandon du programme
Avec le rôle d'assaut de plages en tête, la Navy commanda des prototypes pour le modèle de planeur à 12 places : le XLRA-1, d'Allied Aviation, et le XLRQ-1, de Bristol Aeronautical. Techniquement parlant, les deux appareils étaient des conceptions réussies, et cent exemplaires de chaque furent commandés. De plus, une licence de production par la Naval Aircraft Factory fut même envisagée, sous la désignation LRN-1. Bien que l'US Navy ait commandé quatre prototypes du XLR-1, seulement deux furent produits, portant les numéros 11561 et 11562. L'appareil avait un train d'atterrissage rétractable et les extrémités d'ailes ajoutaient de la stabilité latérale lorsqu'il était dans l'eau.
Toutefois, l'assaut mené par des planeurs n'était pas une solution pratique contre de petites îles lourdement défendues dans le Pacifique. De plus la livraison de planeurs provenant des usines était trop lente et trop de pilotes avaient été assignés au programme. Par conséquent, le programme fut annulé en 1943.

## Caractéristiques (XLRQ-1)

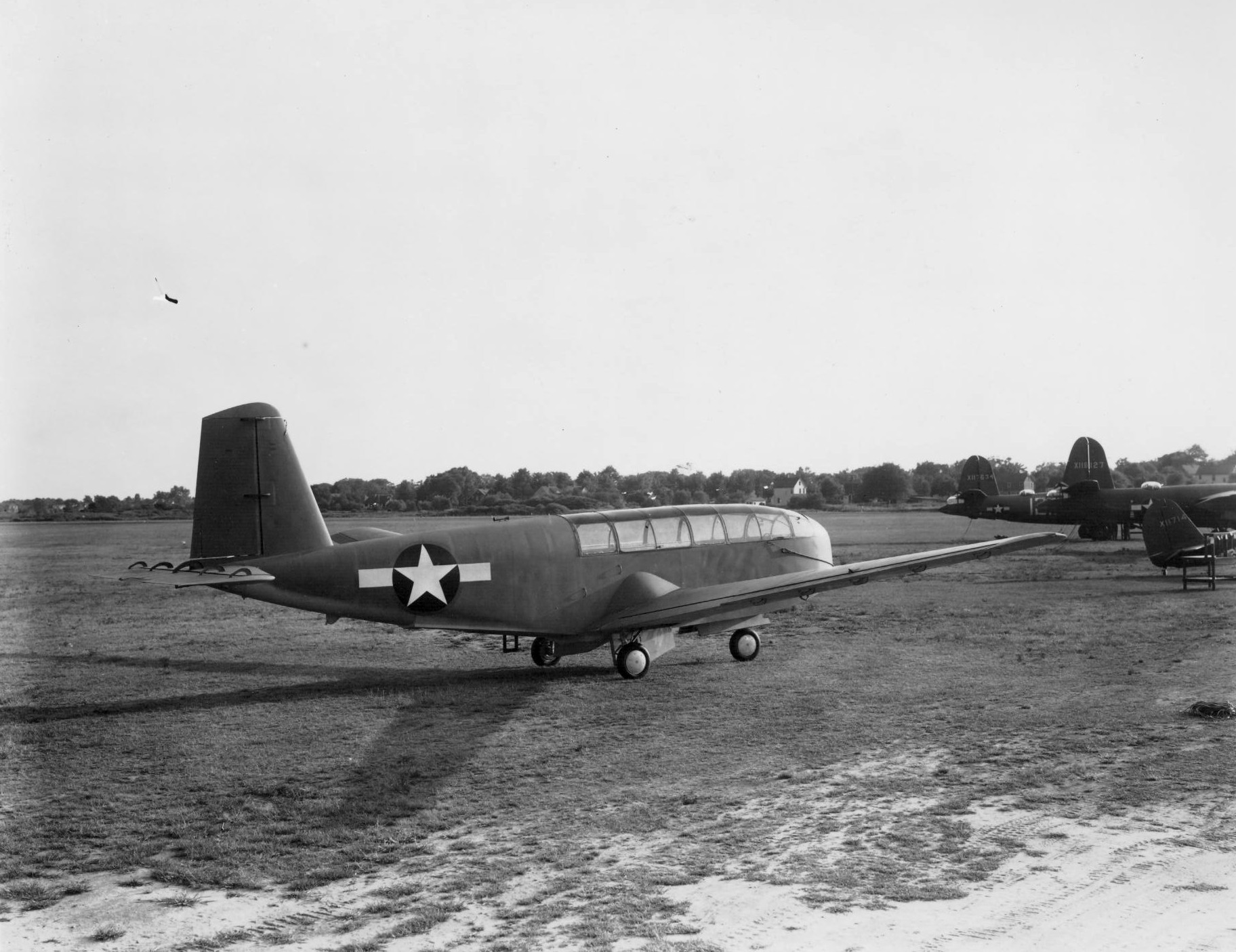
Bristol XLRQ-1 en 1943.

Données de Fighting gliders of World War II.
Caractéristiques générales
- Équipage : 2 pilotes
- Capacité : 10 marines équipés
- Longueur : 13,26 m
- Envergure : 22 m
- Hauteur : 4,9 m
- Surface alaire : 16 m2

 Performances 

### Articles
- (en) « Transport Gliders : The Rise and Demise of a Weapon: Part Four », Air Enthusiast, Bromley, Royaume-Uni, vol. 2, no 6,‎ juin 1972, p. 318–322.